# Randstad (empresa)
Randstad Holding N.V. es una sociedad activa a nivel internacional dentro del dominio del trabajo temporal y de los servicios en recursos humanos. Fundada en 1960 en los Países Bajos, por Fritz Goldschmeding, Randstad opera en una cuarentena de países. En 2010, su cifra de negocios se elevaba a 14.200 millones de euros y su beneficio a 288,5 millones de euros. El personal permanente de la empresa era de cerca de 26 000 personas. Cada día, más de 500.000 trabajadores temporales trabajan por intermediación de Randstad. En todo el mundo, Randstad dispone de 3.085 agencias y 1.110 sucursales donde Randstad trabaja para un solo cliente.
A nivel mundial, Randstad en 2018 se transformó en el primer mayor grupo de servicios de recursos humanos. La segunda plaza es ocupada por la empresa suiza Adecco. Randstad opera también bajo el nombre comercial Tempo-Team.
Randstad Holding N.V. cotiza en el índice AEX de Euronext Ámsterdam, bajo la abreviación RAND. Su fundador Frits Goldschmeding, es todavía el principal accionista. La sede social de la sociedad se encuentra en Diemen, en los Países Bajos.